# Chrysanthemoides incana
Chrysanthemoides incana là một loài thực vật có hoa trong họ Cúc. Loài này được (Burm.f.) Norl. mô tả khoa học đầu tiên năm 1943.